# (14700) Johnreid
(14700) Johnreid (2000 AC240) – planetoida z pasa głównego asteroid okrążająca Słońce w ciągu 4,53 lat w średniej odległości 2,73 j.a. Odkryta 6 stycznia 2000 roku.